# Понте деи Треппонти
Понте деи Треппонти (мост Треппонти; итал. Ponte dei Trepponti) — пешеходный каменный арочный мост XVII века через 5 городских каналов в итальянском городе Комаккьо на адриатическом побережье провинции Эмилия-Романья.

## История и описание

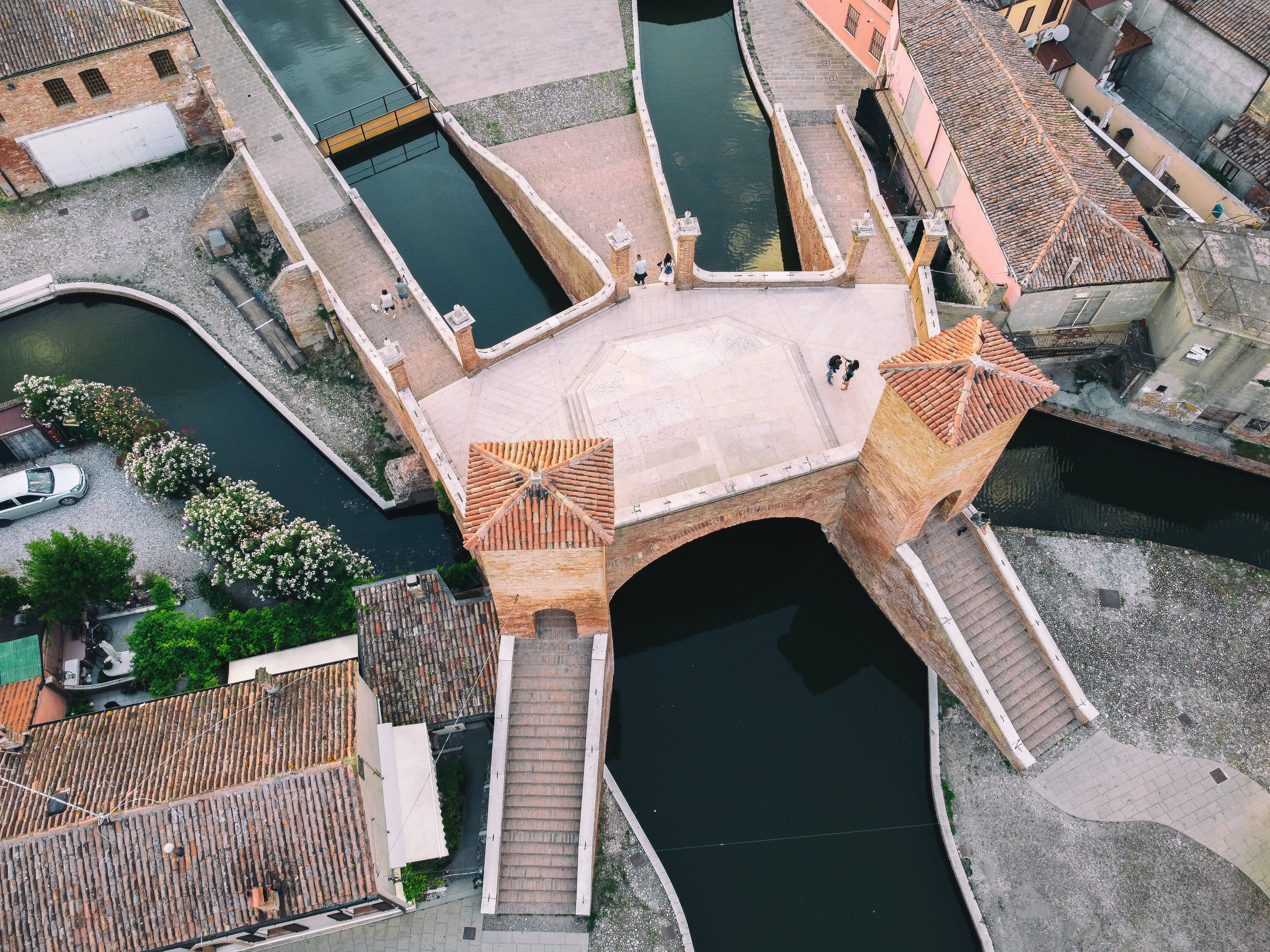
Вид сверху.

В XVII веке город Комаккьо входил в состав Папской области. После периода заметного запустения, в город был назначен энергичный кардинал Джованни Баттиста Паллотта (сочетавший свои духовные обязанности с фукнциями светского наместника), который принял решение произвести реконструкцию и перестройку города. План реконструкции разработал архитектор из Равенны Лука Данезе, а надзор за строительством моста осуществлял монах-капуцин Джованни Пьетро да Лугано.
Мост был достроен в 1638 году. Необычность мосту Треппонти придаёт то обстоятельство, что, перекинутый через место слияния пяти городских каналов, он, имеет пять сходов на пяти различных берегах. Мост пешеходный. Пролёт моста выполнен из истрийского камня, лестницы кирпичные.
В 1695 году, по приказу кардинала Джузеппе Ренато Империали лестницы были дополнены оборонительными башнями. В 1823 году часть оборонительных сооружений 1695 года была демонтирована, а три задние лестницы обрамлены декоративными колоннами. На каждой из двух башен моста укреплены мемориальные доски с теми цитатами из поэм Ариосто и Тассо, в которых упоминается город Комаккьо.